# Ambasada RP w Pjongjangu
Ambasada Rzeczypospolitej Polskiej w Koreańskiej Republice Ludowo-Demokratycznej z siedzibą w Pjongjangu – polska misja dyplomatyczna w stolicy KRLD.

## Historia
Stosunki dyplomatyczne polsko-północnokoreańskie podjęto 16 października 1948 jako trzecie państwo na świecie. Juliusz Burgin we wrześniu 1950 został pierwszym polskim ambasadorem w Koreańskiej Republice Ludowo-Demokratycznej.
Pomimo zmian ustrojowych w Polsce po 1989 i nawiązania kontaktów z Republiką Korei stosunki dyplomatyczne, mimo wyraźnego ochłodzenia, nie zostały zerwane. Polska placówka była jedną z 26 państw (w tym siedem unijnych) posiadających placówkę dyplomatyczną w Pjongjangu.
W grudniu 2020 działalność placówki została zawieszona w wyniku całkowitego zamknięcia granic przez władze KRLD z powodu pandemii COVID-19. Pod koniec 2024 rozpoczęto proces przywracania stałej obecności dyplomatycznej Polski w Pjongjangu.